# Mesorhaga flavipes
Mesorhaga flavipes is een vliegensoort uit de familie van de slankpootvliegen (Dolichopodidae). De wetenschappelijke naam van de soort is voor het eerst geldig gepubliceerd in 1932 door Van Duzee.